# Emma Darling
Emma Darling (Vancouver, 22 de marzo de 1985) es una deportista canadiense que compitió en remo. Ganó dos medallas en el Campeonato Mundial de Remo, en los años 2009 y 2010.

## Palmarés internacional
| Campeonato Mundial | Campeonato Mundial        | Campeonato Mundial | Campeonato Mundial |
| Año                | Lugar                     | Medalla            | Prueba             |
| ------------------ | ------------------------- | ------------------ | ------------------ |
| 2009               | Poznań (Polonia)          | Medalla de bronce  | Cuatro sin timonel |
| 2010               | Cambridge (Nueva Zelanda) | Medalla de plata   | Ocho con timonel   |